# Bertry Communal Cemetery
Bertry Communal Cemetery is een Britse militaire begraafplaats gelegen in de Franse plaats Bertry (Noorderdepartement). De begraafplaats wordt onderhouden door de Commonwealth War Graves Commission.
De begraafplaats telt 40 geïdentificeerde Gemenebest graven uit de Eerste Wereldoorlog.